# 厄爾維爾 (紐約州)
厄爾維爾（英語：Earlville）是位於美國紐約州希南戈縣及麥迪遜縣的村。

## 人口
根據2020年美國人口普查的數據，厄爾維爾的面積為2.80平方千米，皆為陸地。當地共有人口774人，而人口密度為每平方千米276人。